# Gökhems församling
Gökhems församling var en församling i Skara stift och i Falköpings kommun. Församlingen uppgick 2010 i Floby församling.  

## Administrativ historik
Församlingen har medeltida ursprung. 
Församlingen var till senast 1998 moderförsamling i pastoratet Gökhem, Marka och Sörby som från 1962 även omfattade Vilske-Kleva och Ullene församlingar. Åtminstone från 1998 till 2010 ingick församlingen i Floby pastorat. Församlingen uppgick 2010 i Floby församling. Församlingen tillhörde till 1961 Vånga kontrakt och från 1962 fram till 2010 (då församlingen uppgick i Floby församling) Falköpings kontrakt.

## Kyrkor
- Gökhems kyrka

## Series pastorum

### Kyrkoherdar
| Ämbetstid | Namn                             | Levnadstid        |
| --------- | -------------------------------- | ----------------- |
| 1288      | Benedictus                       |                   |
| 1290      | Fulco /Folke/                    |                   |
| 1320      | Klemens                          |                   |
| 1345      | Sigge                            |                   |
| 1356      | Björn                            |                   |
| 1413      | Sveno Benedicti                  | (levde ännu 1417) |
| 1463      | Svenningh                        |                   |
| 1480      | Sveno Beronis                    |                   |
| 1487–1508 | Ericus Benedicti                 | –1508             |
| 1509–1540 | Jonas                            | –1540             |
| 1540–1544 | Magnus                           |                   |
| 1544–1566 | Jonas Gunnari                    | (levde ännu 1566) |
| 1566–1573 | Andreas Magni                    | –1573             |
| 1574–1596 | Nicolaus                         | –1596             |
| 1598–1636 | Gunnarus Nicolai                 | –1636             |
| 1637–1656 | Jonas Algoti / Hasselbom /       | 1597–1656         |
| 1657–1667 | Sveno Algoti Hasselbom           | –1667             |
| 1668–1675 | Elias Laurentius Hval            | –1675             |
| 1677–1689 | Sveno Olai Lundius               | 1625–1689         |
| 1691–1694 | Asmundus Electrin                | 1639–1694         |
| 1694–1710 | Sveno Lauerentius Lindberg       | –1710             |
| 1711–1714 | Benedictus Elavi Tenggren        | 1655–1714         |
| 1715–1726 | Erlandus (Erland) Petri Lidholm  | 1674–1726         |
| 1726–1737 | Laurentius Palm                  | 1682–1737         |
| 1737–1765 | Elavus (Elof) Benedicti Tenggren | 1693–1765         |
| 1765–1772 | Petrus (Peter) Erlandi Lidholm   | 1716–1772         |
| 1773–1790 | Anders Erlandi Lidholm           | 1720–1790         |
| 1791–1806 | Johan Otter                      | 1737–1806         |
| 1808–1824 | Nils Cleander                    | 1752–1824         |
| 1826–1832 | Lars Godhemius                   | 1763–1832         |
| 1833–1841 | Martin Frössberg                 | 1769–1841         |
| 1842–1866 | Karl Risbeck                     | 1781–1866         |
| 1868–1872 | Anders Holmgren                  | 1799–1872         |
| 1874–1888 | Haqvin Holmblad                  | 1799–1888         |
| 1889–1902 | Axel Olof Elias Sylvén           | 1839–1902         |
| 1902–1931 | Axel Fredrik Runstedt            | 1861–1933         |
| 1932–1961 | Karl Oskar Fredrik Särndal       | 1894–1977         |
| 1962–1970 | Erik Hilmer Malmensten           | 1905–1979         |
| 1970–1980 | Lars Gustaf Hallner              | 1923–1980         |
| 1981–1995 | Kjell Sonnbring                  | 1930–2002         |

### Komministrar
| Verksam   | Namn                      | Levnadstid |
| --------- | ------------------------- | ---------- |
| 1571      | Nocolaus                  |            |
| 1593      | Jacobus                   |            |
| 1600      | Sven Ekeblad              |            |
| 1671      | Jonas Erici               |            |
| 1676–1691 | Asmundus Electrin         | 1639–1694  |
| 1691–1695 | Sveno Laurentius Lindberg | –1710      |
| 1695–1696 | Sveno Martinus Björk      | –1696      |
| 1697–1733 | Arvidus Salander          | 1670–1733  |
| 1734–1750 | Sveno Gudmundus Björkgren | 1696–1750  |
| 1752–1775 | Anders Erlandi Lidholm    | 1720–1790  |
| 1775–1801 | Georg Salander            | 1720–1801  |
| 1803–1808 | Nils Cleander             | 1752–1824  |
| 1808–1814 | Bengt Gustaf Delander     | 1762–1814  |
| 1815–1848 | Johannes Peter Blomros    | 1768–1848  |
| 1849–1868 | Anders Holmgren           | 1799–1872  |
| 1868–1881 | Johan Emil Holmblad       | 1829–1881  |
| 1882–1895 | Karl Johan Linde          |            |
| 1898–1903 | Axel Fredrik Runstedt     | 1861–1933  |
| 1904–1911 | Johan Albin Särner        | 1873–      |

## Organister
| Period    | Namn                        | Levnadstid | Övrigt   |
| --------- | --------------------------- | ---------- | -------- |
| 1775–1782 | Jakob Olofsson Öhman (Öman) | 1760–1844  | Organist |
| 1783–1800 | Anders Florén (Florin)      | 1760–1828  | Organist |
| 1803–1813 | Olof Öhman                  | 1784–1831  | Organist |
| 1813–1818 | Johan Svensson              | 1797–      | Organist |
| 1819–1827 | Lars Sandin                 | 1798–1827  | Organist |
| 1828–1832 | Johan Syrén                 | 1796–1843  | Organist |
| 1832–1834 | Karl Johan Ahlström         | 1805–1879  | Organist |
| 1836–1843 | Johan Syrén                 | 1796–1843  | Organist |
| 1846–1852 | Anders Gustav Petrén        | 1823–1858  | Organist |
| 1853–1865 | Gustav Ahlstrand            | 1831–1876  | Organist |